# Veter v mreži
Veter v mreži je slovenski zgodovinski dramski film iz leta 1990.   
Pesnik Danijel Bohorič leta 1920 z ostalimi ustvarjalci iz Ljubljane, Jakopičem, Vidmarjem in Kogojem, na povabilo novomeških študentov obišče Novo mesto, v katerem je med 1. svetovno vojno preživel svoja dijaška leta. Tam se udeleži prireditev in nastopov, ki kasneje postanejo znani kot novomeška pomlad. Obudi spomine na dogodke leta 1915.  
Scenarij je nastal po motivih iz romana Novo mesto Mirana Jarca in knjiga Novomeška pomlad Marjana Mušiča. Navdihnile so ga tudi pesmi in pisma Antona Podbevška, Antona Puca, Edvina Šerka, Božidarja Jakca, Nika Berusa in Slavka Gruma ter spomini, dnevniki in refleksije Janka Jarca, Josipa Vidmarja, Jelice Grosove, Jožeta Cvelbarja, Zdenka Skalickega, Boga Komelja, Milana Dodiča, Franja Šukljeta in Bojana Štiha. 
Idejo o petdelni nadaljevanki je moral Robar zaradi pomanjkanja denarja opustiti.

## Produkcija
Leta 1985 je komisija Viba filma projektu prižgala zeleno luč. Novembra 1986 je Robar napovedal začetek snemanja prihodnji mesec in naprosil domačine za dodatna pričevanja in stare predmete. Isti mesec je ekipa z Robarjem na čelu posnela jesenske motive Novega mesta. Takrat so napovedali začetek snemanja sredi decembra v okolici in nadaljevanje v središču mesta prihodnje leto, zgodaj spomladi. Kasneje je bilo snemanje filma uvrščeno v programsko leto 1988. Marca 1989 so najprej snemali v Recljevi gostilni v Šentjerneju, nato pa pri frančiškanskem samostanu v Novem mestu. Snemanje se je zaključilo s preobrazbo novomeškega središča za prvomajske praznike 1989. Trg so posuli s peskom. Novomeščanom je bil film predstavljen 10. novembra 1989.
Frančiškani so svoje prostore nudili zastonj, simbolično plačilo je bilo restavriranje ene njihovih slik. Robar je dialoge pisal tudi dan pred snemanjem kljub nestrinjanju igralcev.

### Robarjev spor z Vibo
Robar je v daljšem članku za Dolenjski list februarja 1987 napisal, da je scenarij napisal leta 1979 in je bil odkupljen, vendar nerealiziran. Ko je vodenje Vibe prevzel Bojan Štih, se mu šli bolj na roko. Julija 1986 je Robar podpisal pogodbo za snemalno knjigo. Prosil je za podaljšanje roka, ki je bil 15. september. Podaljšali so mu do 15. februarja, ko bi morali začeti s snemanjem. Decembra je oddal snemalno knjigo. Čez tri tedne so mu jo vrnili s pripombo, da je preveč dialoga in dogajanja ter da je film predolg, razvlečen in predrag. Vmes je Štih umrl, zamenjal pa ga je Milan Ljubić, ki je bil proti vtikanju novomeške občine v Vibino delo. Robarjev film je označil za potratnega, Robarja pa za neresnega pri upoštevanju rokov. Dosegel je, da se filma ne uvrsti v program za leto 1987. Robar mu je očital, da je spregledal, da so se z novomeško občino menili, kako za adaptacijo porabiti čim manj sredstev in razbremeniti Vibo ter da ne ve, da Viba uporablja premične kulise. Zdelo se mu je, da ga ignorirajo in ne razumejo njegovih metod dela, ki so videti drage, v resnici pa so usmerjene v optimalno rabo sredstev. Pilil je in krajšal snemalno knjigo, Ljubić pa mu je pisal, da je snemanje le preloženo. Potem je izvedel, da filma ni v programu za leto 1987. Zaradi tega je na sestanek sveta Vibe prišel nepovabljen in naredil sceno ter dosegel svoje. S programskim svetom je moral razčistiti le glede dolžine.
Robar je svoje poslanstvo videl v demistifikaciji filmskega posla, ki so ga v Sloveniji po njegovem pojmovali po meri in okusu škandalizirane hollywoodske kinematografije. Za glavnega krivca je označil revijo Stop. Menil je, da še ni pravega dolenjskega ali novomeškega filma.

## Predvajanje in obisk v kinu
Film je slavnostno premiero doživel 9. februarja 1990 v Cankarjevem domu, z rednim predvajanjem pa je začel 10. februarja v Mladininem kinu Vič. Glavni igralec Milan Štefe je povedal, da je bil Veter v mreži tipični slovenski film, skoraj brez gledalcev.

## Kritike
Umetnostni zgodovinar Milček Komelj, tudi sam Novomeščan, nad Robarjevim nekoliko patetičnim pristopom do gradiva ni bil navdušen. Spomnil je na njegov dokumentarec na to temo, ki so ga sodelujoči večinoma kritizirali kot nezvestega resnični podobi dogajanj. Ni verjel, da je novomeška pomlad zares dovolj atraktivna za pomensko bogat celovečerni film in zdelo se mu je, da avtor in igralci pretiravajo, ko skušajo prikazati takratno dogajanje kot zibelko slovenske moderne ustvarjalnosti. Opozoril je, da je bila že Jakopičeva ustvarjalnost moderna, pesništvo pa je prehajalo iz simbolizma v ekspresionizem in da torej takratno dogajanje ni bila revolucija, ampak normalna boleča rast mladih umetnikov, ki so se upirali dresuram in malomeščanski praznoti ter na razne načine bežali pred vojnimi stiskami. Robarju je očital, da je hotel, tudi z vlogami statistov, razveseliti someščane, pozabil pa je na publiko v ostali Sloveniji in Evropi. Dokumentaristični prijem je krivil, da so misli in dialogi literarni in neprepričjivi, saj so prišli od otrok, ki so bili v marsičem pozerski in naivni, čeprav smrtno resni. Kot posledico tega je navedel omejen duhovni razpon vlog. Zaradi tega se mu je najbolj sugestiven zdel Kaminski, ki je edini plod domišljije, ne pa rekonstrukcija. Menil je, da bi moral Robar iz gradiva razviti osrednjo idejo in razpoloženje, za kar pa bi potreboval bolj izviren scenarij, ki bi temeljil le na fantazijskem dojemanju Jarčeve knjige. Na koncu je film označil za prenatrpano sestavljanko neke idealizirane minulosti, ki je sicer slikovita, vendar brez jasneje uresničenega hotenja, ki bi preraščalo iz zgodovinskega interesa v zares inventivno stvaritev.
Miran Koritnik (Tribuna) je napisal, da publika na premieri v Cankarjevem domu ni bila pretirano navdušena in da spremljanje ambicioznega filma zahteva visoko koncentracijo. Pohvalil je izvedbo, vendar je opazil pomanjkanje filmičnosti in preobsežno tematiko. Všeč so mu bili mladi igralci, fotografija, kostumografija, scenografija in glasba. Poleg izobraževalne funkcije je zopet omenil pomanjkanje filmičnosti izdelka in se vprašal, kaj bo s širšo publiko. Trdil je, da se je komisiji za Prešernove nagrade Robar prijavil kar sam, ker ga ni nihče drug.

## Zasedba
| - Milan Štefe: Danijel Bohorič - Rene Medvešek: Moše Kaminski in Branko V. Poljanski - Robert Prebil: Vrezec (temelji na Antonu Podbevšku) - Ludvik Bagari: Edvin Šerko - Marko Mlačnik: Anton Puc - Polona Hartman: Natalija Stein - Boris Kralj: Rihard Jakopič - Branko Šturbej: Pavel Zorec - Primož Ekart: Josip Vidmar - Vlado Mlinarić: Marij Kogoj | - Renato Jenček: Dorotej Božidar - Jožef Ropoša: prof. AŠ - Vlado Novak: ravnatelj Brežnik - Gojmir Lešnjak: prof. Hladnik - Stane Potisk: Modrič - Kristijan Muck: katehet Ciril - Vesna Jevnikar: Marija Pirnat - Dare Valič: dr. Stein - Miranda Caharija: gospa Steinova - Boris Juh: Danijelov oče | - Berta Bojetu: Danijelova mama - Ivan Godnič: Švajger - Bojan Emeršič: Karel Stein - Rasim Softić: Šproc - Rok Bogataj: Marjan Mušič - Milada Kalezič: učiteljica Vlasta in Mirjam - Stane Leban: urednik - Dušan Jovanović: von Skala - Svetozar Polič: dr. Eugen Roth - Miloš Battelino: pater Gvardijan | - Tomaž Gubenšek: Grum - Alojz Svete: Ogrin - Igor Šuša in Enis Hodžić: Leon Štukelj - Barbara Babič: Vera Žmavc - Franc Čuček: sluga Prelih - Matjaž Turk: dr. Böhm - Rudi Škof: župan - Bernarda Oman: županja - Barbara Lapajne: Elza - Aleš Poredoš: Elzin kavalir |

## Ekipa
- skladatelj: Slavko Avsenik ml.
- montaža: Filip Robar Dorin
- direktor fotografije: Jure Pervanje
- scenograf: Janez Kovič
- kostumograf: Zvonka Makuc
- maska: Gabrijela Fleischman
- ton: Jože Trtnik
- režiser masovnih prozorov: Peter Zobec
- strokovni sodelavci: Barbara Jaki in Luka Matijevič
- koreografija: Metod Jeras in Saša Staparski

## Nagrade
- 1990: nagrada prešernovega sklada za scenarij, režijo in montažo[15]

### Teden domačega filma 1989
- zlata nagrada Metod Badjura za režijo
- priznanje Metod Badjura za masko
- priznanje Metod Badjura za kostumografijo
- debitant leta: Marko Mlačnik

## Izdaje na nosilcih
- Veter v mreži. videokaseta. Ljubljana : Viba film, 1989 (COBISS)